# أيل
الأَيِّل أو الإِيَّل أو ذكر الأدغال هو الحيوان الوحيد الذي له عظام على رأسه تسمى القرون المتساقطة. تختلف هذه القرون عن القرون الدائمة التي تتكون من طبقات صلبة قوية من الجلد ذات لُب عَظمي. وهو من أكثر الثدييات الأرضية الكبيرة انتشارًا، كما أنه مشهور بقدرته على العدو.
يوجد أكثر من 60 نوعًا من الأيائل في العالم، منها الأيل الأسمر والرّنة والكاريبو والموظ والأيِّل الأذاني وأيِّل المِسك واليحمور. ويعيش بعض الأيائل في الصحارى الحارة الجافة وبعضها الآخر في المناطق الباردة فوق الدائرة القطبية الشمالية، في حين يعيش معظم أنواع الأيائل في الأراضي العشبيّة، والمستنقعات، أو في الغابات ذات المناخ المعتدل.
وتختلف الأيائل كثيرًا في الحجم. وهي من أكبر الحيوانات البرّية في أوُروُبا وأمريكا الشّمالية. ومُوظ أمريكا الشّمالية هو أكبر الأيائِل في العالم، حيث ينمو بعض الذكور حتى يبلغ ارتفاع بعضها عند الكتف 2,3 م، كما يصل وزن الواحد منها إلى 815 كغم. أما أصغر الأيائِل فهو البُودُو الموجود في غربي أمريكا الجنوبية، والذي يبلغ ارتفاعه عند الكتف 30 سم، ويزن حوالي 9 كغم. وتقتصر القرون على ذكور الأيائِل في معظم الأنواع، عدا الكاريبو والرَّنة، اللذان يحملان القرون ذكورًا وإناثًا. يُطلق على صغير الأيائل فور ولادته اسم خُشْف، وشَادِن إذا قوي واستغنى عن أمه، ولكن صغار الرنة، والإلكة، والموظ، تسمىّ عجولاً.
وقد استخدم بعض الغربيين لحم الأيائل للغذاء، وجلودها في الملابس منذ القدم. وبعد استقرار الشعوب البيضاء في أمريكا الشمالية قُتِل كثير من الأيائِل لدرجة أنّ الحيوان اختفى من مناطق كثيرة من القارة. وفي بعض المناطق استعيدت مجموعات من الأيائِل التي جُلِبَت من مناطق أخرى، وُوضِعت قوانين الصيد لحمايتها. ولكنّ هذه القوانين لم تَنْجح في حماية حيوانات كثيرة، تتغذّى بالأيائل، في أمريكا الشمالية، مثل القيوط وأسد الجبال. وقد غابت بعض هذه الضواري أو انقرضت في بعض الأماكن التي تعيش فيها الأيائِل، مما جعل أعدادها تزداد ازديادًا كبيرًا، الأمر الذي دعا إلى قتل بعضها للحد من ازديادها.

## الوصف

### جسم الأِيَّل
الأيائل ثدييات أي حيوانات تتغذى صغارها بالحليب الذي تفرزه الأم، وهي مثل الثدييات الأخرى ذات دمٍ حار، وهذا يعني أن درجة حرارة أجسامها تظل ثابتة نوعاً ما بصرف النَّظر عن درجة الحرارة المحيطة. وللأيائِل غطاء من الشّعر على أجسامها يساعد في بقائها دافئة في الجو البارد. وأيِّل الرَّنة والكاريبوُ، في أقصى الشمال، له غطاء كثيف من الشّعر. وأغلب الأيائل الأخرى لها شعر لامع قصير، يظل مسطحًا، فيبدو غطاء الحيوان ناعمًا. أما في المناطق الاستوائية، فلها غطاءٌ أقل سمكًا.
الأَرْجُلُ والحَوَافرُ: كل الأيائل لها أَرْجلُ طويلة رفيعة. وهي عداءة جيدة، حيث تحرك أرجلها بسرعة، فتخطو خطوات واسعة. وقدم الأِيِّل هي في الحقيقة أصبعان مركزيان، مغطيان بغلاف صلب يُسَمَّى الحافر. ويجري الأِيَّل على أطراف أصابعه بحركة قفز أو وثب. وينمو اصبعان آخران يسمّيان المخالب النّدية على مسافة أعلى من الأقدام، وليس لهما علاقة بِعَدْوِ الحيوان. وتترك المخالب الندية نقاطًا خلف آثار حوافر الأيائل على الثلج.
تستفيد الأيائل من سرعتها في تجنب المهاجمين، ويستطيع الأِيَّل الأبيض الذّيل المرتعب العدو بسرعة 65كم/س، كما يستطيع القفز لمسافة 5.4-6م للأمام. وحتى الموظ بجسمه القوي الكبير يمكنه العدو بسرعة 30كم/س.
الرأس: الأيائل لها رؤوس ضيقة، وأفواه وأنوف أصغر قليلاً من تلك الموجودة في الماشية. وتتحرك شفاهها بسهولة، حيث تستخدمها في الإمساك بالطّعام. ومعظم أنواعها لها أسنان سفلية فقط في المنطقة الأمامية من الفم. وتحل وسادة سميكة من جلد خشن محل الأسنان الأمامية العليا. وتضغط الأسنان السفلية على هذه الوسادة عندما ينزع الأِيِّل أوراق الشّجر والأغصان الصغيرة ليأكلها. والأسنان العليا، والسفلى الخلفية، لها حوافّ حادة قاطعة يستخدمها الأيِّل في مضغ طعامه.
وللأيِّل عينان كبيرتان على جانبي الرأس، ولكنّ الحيوان يعتمد على أذنيه وأنفه في التقاط أول إنذارات الخطر. وله حاسّة شَمًّ وسمع قوية. وأذناه الكبيرتان دائمًا منتصبتان، ويمكن تحريكهما لالتقاط الأصوات من أي جهة. ويستطيع الأِيَّل تمييز الاتجاه الذي يأتي منه الصوت. ويواجه الريح عادة عندما يأكل أو يستريح، حيث تحمل الرياح الأصوات والروائح من الحيوانات المفترسة المقتربة.
القُرون. هي نمو من العظام المكوّنة لجزء من جمجمة الأيِّل. وتركيبها العظمي الصّلب وحوافّها الحادة، تجعلها سلاحًا خطرًا جدًا. ويستخدم ذكر الأِيِّل القرون أساسًا للعراك من أجل الزوجة أو زعامة القطيع. والأيائل التي تعيش في المناخ المعتدل أو البارد تطرح قرونها كل شتاء وتبدأ مجموعة جديدة بالنمو في أواخر الربيع. أما التي تعيش في المناخ الدافئ أو الحار، فيمكن أن تبّدل قرونها بينما تنمو لها أخرى جديدة في أوقات أخرى من العام.
وتكون القرون الجديدة ناعمة، وطرية، وسريعة النمو. وتنمو طبقة رقيقة من الجلد فوق القرون وتُنَشِط نموها. وهذا الجلد يسمىّ المَخَمَل؛ لأنه مغطى بشعر قصير ورقيق يعطيه مظهرًا ناعمًا. وعندما تبلغ القرون حجمها الكامل يجف المخمل، وتَحُكَه الأيائِل بالأرض، أو الأشجار، أو الأدغال لتتخلص منه.
وكل القرون لها أفرع، تنتهي بأشواك، بينما يختلف شكل القرون بين أنواع الأيائل المختلفة. فالمُوظّ، والكاريِبُو، يسهل تمييزهما من الأيائل الأخرى بقرونهما؛ فقرنا الموظ لهما مِساحات عريضة مفلطحة. وفي الكاريبو، يمتد فرع من أحد القرنين إلى الأمام فوق أنف الحيوان.
ويعتمد حجم وشكل قرون الأيائِل على حجم الحيوان وسنه وصحته. ويبدأ نمو القرون عندما يبلغ الحيوان من العمر عامًا أو عامين. وهذه القرون الأولى تكون قصيرة، ومستقيمة إلى حد ما. وفي كل عام تزداد طولاً وكبرًا، وتصبح متفرعة.

## حياة الأيِّل
ليس للأيائِل مساكن دائمة، أو أوكار، أو أماكن للاستقرار. فهي تقضي حياتها هائمة في مساحة تُسمّى المحيط السكني، بحثًا عن الطعام. كما تستولي على مساحات داخل المحيط السكني، وتدافع عنها، لتجذب إليها الإناث. وتعيش في مجموعات أو منفردة، وذلك بحسب عمرها، وجنسها، ونوعها. فالمُوظ يمضي حياته وحيداً، ولكن الكاريبُو يكوِّن قطعانًا يصل عددها أحيانًا إلى 100,000 حيوان.
ويتحرك الكثير من الأيائِل لمواقع أكثر مواءمة عندما تتغير الفصول. فالأيائِل التي تعيش في الجبال تتحرك إلى الأراضي الأقل ارتفاعًا في فصل الشتاء. وهي تظل عادة قريبة من حواف الغابات حيث تمدها الأشجار والحشائش بالطّعام، وتستخدم الأغصان في أماكن النوم، أو الاختباء، أو في استقبال المواليد.
وبعض الأيائل تهاجر لمسافات بعيدة كل عام؛ فقد يسافر الكاريبو مسافة 1,600كم بين أماكن الغذاء. وهو يمضي الصيف في الأراضي المنبسطة، أو أراضي المستنقعات في الدائرة القطبية الشّمالية. وفي أواخر الصيف تتجمع الأيائل في قطعان كبيرة، وترحل إلى مناطق أكثر دفئًا في الشتاء، وتعود شمالا في أوائل الربيع.
الصِّغار: تحمل أنثى الأِيِّل صغارها في بطنها مدة تتراوح بين 6 و 9 أشهر، وذلك بحسب نوعها، ثم تختار بقعة متوارية، وبعيدة عن الأيائل، لتلد فيها. وتبقى صغار الأيائل مختبئة حتى تصبح قادرة على السير بصورة تمكّنِها من اللحاق بأمها.
ويزن صغير أيِّل الرو الأوروبي عند ولادته كيلوجرامين، ويظل مختبئًا مدة تتراوح بين أسبوع وثلاثة أسابيع. وتزن عجول الموظ الحديثة الولادة ما يتراوح بين 11 و 16 كجم، وتستطيع اللحاق بأمهاتها عندما تبلغ من العمر عشرة أيام.
وتزن عجول الرنة والكاريبو حوالي 4,5 كجم عند ولادتها، وتستطيع اللحاق بالقطيع بعد ساعات من ولادتها.
ومعظم أنواع الأيائِل تلد صغيرًا واحدًا في كل مرة، وأحيانًا تلد توأمًا. ويلد أِيِّل الصّين المَائي الذي يعيش على ضفاف نهر اليَانجتسي أكبر عدد من الصغار، إذْ يتراوح ما بين 4 و 7 صغار في المرة الواحدة.

## التغذية
تأكل الأيائِل أنواعًا عديدة من النباتات والأجزاء النباتية. ففي الربيع، أي عندما يكون الغذاء متوافرًا نسبيًا، تأكل في معظم الأحيان الحشائش والورد والبراعم والأغصان الغضّة. وفي الصّيف عندما تَجِفُّ الحشائش وأوراق الشّجر، تأكل الأغصان والسّيقان والأوراق تامة النمو. وفي الشّتاء تتجمع الأيائل عادة في قطعان صغيرة، وتتخطّى الجليد في أماكن غذائها، لتصل إلى الأغصان وفروع الأشجار الصغيرة. وعندما يصبح الغذاء شحيحًا جدًا، تتغذّى على القلف والأجزاء الصّلبة الأخرى للشّجر.
ولا تمضغ الأيائِل طعامها جيدًا قبل بلعه. ومعدة الأيِّل لها أربع حجرات، تعمل إحداها مخزنًا للغذاء، الأمر الذي يُمَكِن الأِيَّل من التهام كميات كبيرة من الطعام بسرعة، ولذلك لا تحتاج الأيائل لقضاء فترات طويلة في أماكن غذائها، حيث يمكن أن يراها الأعداء. وعندما يجد الأيََّل مكانًا آمنًا، يُرّجع الطعام إلى الفم في شكل كرة مستديرة تُدْعَى الجَّرة، فيمضغه ثم يبتلعه، ليذهب إلى أجزاء أخرى من المعدة. وتُسَمَّى الحيوانات التي تهضم طعامها بهذه الطريقة المُجّتَرات.
العَاداتُ. تستخدم الأيائِل أحاسيسها المرهفة ومعرفتها بحدود سكنها وسرعتها، في تجنب الأعداء. والأيِّل الصحيح الجسم يسبق معظم مهاجميه من الدببة، والأسود الأمريكية، والذئاب، والإنسان. ولكن وسيلة الأيِّل الأولى في الهرب من الخطر هي تَجَنُّبهُ الاكتشاف، وما لم تفاجأ الأيائل فإنها غالبًا ما تقف ساكنة، وتترك المهاجم يمر بجوارها. وتتناول معظم الأيائل غذاءها عند الفجر وعند الغسق فقط، قرب حوافّ الغابات حيث تنسجم جيدًا مع البيئة المحيطة.
تعيش الأيائِل من 10-20 عامًا. كما تعيش بعض الأيائِل في الأَسْرِ مدة أطول، ومع ذلك يعيش أيِّل الرّو من 7-12 عامًا في البرّية ومن 3-7 سنوات في حديقة الحيوان.

## أنواع الأيل
يوجد أكثر من ستين نوعًا من الأيائِل، تعيش في آسيا وأوروبا والأمريكتين، الوسطى والجنوبية. وقد أُدخلت الأيائِل إلى أماكن لم تكن تعيش فيها بطبيعتها، ومنها أستراليا وهاواي وغينيا الجديدة، كما تربى في أستراليا أنواع عدة من الأيائِل منها الأسمر والأحمر وأيِّل آسيا المراوغ. وتربى الأيائل من أجل لحومها ومخملها (الغطاء الفرائي للقرون الجديدة). ويجهز المخمل لاستخدامه في الأدوية الآسيوية. وأكثر نوع يربى في نيوزيلندا هو الأيِّل الأحمر.

### أيائل أمريكا الشمالية
تشمل الأيائل المعروفة في أمريكا الشمالية:
1. الأيِّل الأبيض الذيل
2. الأيِّل الأذاني
3. الكاريبُو
4. الإلكة أو الوبيت
5. المُوظ

الأيِّل الأبيض الذيل يسمى أيضًا أيِّل فرجينيا، وهو الطريدة الكبيرة الأكثر انتشارًا في أمريكا الشمالية. وقد يبلغ ارتفاع الكتف مترًا في الذكر التام النمو الذي يزن 90 كغم.
وذيل هذا الأيِّل، الّذي سُمِّي الحيوان على أساسه، يبلغ طوله حوالي 30سم، وله شعر بُنّي وشعر أبيض من أسفل. وعندما يخاف الحيوان، ويبدأ في الجري، يقف ذيله منتصباً لأعلى، ليظهر الجزء الأبيض. وهذا الأيِّل له جلد بني ضارب إلى الحمرة في الصيف، ورمادي ضارب إلى الزرقة شتاءً. الأيِّل الأذاني ويسمّى أيضًا الأيِّل أسود الذيل في شمال غرب المحيط الهادئ، ويشبه الأيِّل الأبيض الذّيل. ويسمى الأيِّل الأذاني بهذا الاسم بسبب أذنيه الكبيرتين ذواتي الفراء، واللتين تشبهان أذني البغل. وجلود الأيِّل الأذاني والأيِّل الأبيض الذيل هي التي كانت تستخدم في الأساس في صناعة النسيج الصوفي الأبيض المسمّى جلد الغزال.
الكاريبو حيوانات تعيش في أمريكا الشمالية. وهي أقرب أنواع الأيائل إلى الرنة، ذلك أن القرون تنمو لدى ذكورها وإناثها جميعًا. وينمو الكاريبو حتى يبلغ ارتفاعه عند الكتف 1,2م، ويتراوح لونه بين الأبيض والرمادي والبني. ويأكل الإسكيمو، والهنود الحمر، قاطنو القطب الشمالي، لحم الكاريبو وينحتون أدوات من عظامه، ويصنعون من جلده ثيابًا وخيامًا.
الإلكة الأمريكية ويسمّى أيضًا الوبيت، وهو أكبر الأيائل في العالم بعد الموظ، وقد يصل ارتفاع الذكر عند الكتف إلى حوالي متر ونصف المتر، ويزن 500 كجم، ويكوِّن قطعاناً تتكون من 500 حيوانٍ في الصيف، و1,000 في الشتاء.
المُوظ هو أكبر الأيائِل حجمًا، إذ يبلغ ارتفاع كتف بعض الذكور 2,3م، ووزن الجسم 815كجم. وقد يبلغ اتساع قرونها 1,4م، وتزن 27كجم، وعلى الرغم من كبر حجمه يستطيع التحرك بسرعة وهدوء في الغابة. ولون الموظ أشد دكنة من الأيائِل الأخرى، إذ يتراوح بين البنيّ المُحْمَرّ والأسود. ويعيش الموظ منفرداً.

### أيائِل الأمريكتين الوسطى والجنوبية
تشمل 1- البُودُو 2- أيِّل الأحراش 3- البروكت 4- أيِّل السهول العشبية 5- الهيومِل.. البُودُو يسمى أحيانًا أيِّل الأرنب وهو أصغر الأيائِل حجمًا، ويعيش في غابات غرب أمريكا الجنوبية، في مناطق يتراوح ارتفاعها بين مستوى سطح البحر وارتفاعات تبلغ حوالي 3,000م على جبال الأنديز. ولا يتجاوز ارتفاع البودو 30سم، ويزن حوالي 9 كجم، وله قرون شوكية قصيرة، وشعره بني اللون أو رمادي. وربما يكون البودو أكثر الأيائِل نفورًا.
أيائِل الأحراش هي أكبر الأيائِل في أمريكا الجنوبية حيث يصل ارتفاعها إلى حوالي 1,2م. وتعيش في السِهِول الموحلة والغابات، في البرازيل وباراغواي وأُرَوجوُاي. ويستطيع الواحد من هذه الأيائل مد كل حافر باتساع ليساعده على السير فوق الأرض اللينة. أيائل البروُكِت تعيش في جنوبي المكسيك وحتى باراغواي، في المناطق الشجرية التي يتراوح ارتفاعها بين مستوى البحر و4,800م. وتنمو هذه الحيوانات إلى ارتفاع 50سم عند الكتف. وتبدو قرونها كالأشواك.
أيِّل البامبا يعود اسمه إلى أعشاب البامبا الطويلة، الموجودة في سهول أمريكا الجنوبية، التي يعيش فيها. وينمو هذا الأيِّل ليبلغ ارتفاعه 90سم عند الكتف، وهو ذو شعر بني ضارب إلى الحمرة، أو بني ضارب إلى الصفرة. وللذكر غدد في حوافره الخلفية تطلق رائحة نفاذة. الهيُومِل. أو أيِِّّل الأنديز، ويوجد في جبال الأنديز من الأكوادور إلى جنوب الأرجنتين. وهو يعيش في الغابات الكثيفة والهضاب العشبية على ارتفاعات تبلغ 5,000م. وينمو الهيُومِل إلى ارتفاع حوالي 90 سم عند الكتف، وله جلد مبرقش باللون الرمادي والأصفر والبني. والشّعر خشن وشوكي ويكون أكثر طولاً على الجبين والذيل.

### الأيائِل الآسيوية والأوروبية
تشمل:
1. أيِّل المِسك
2. الموُنتجَاك
3. الشِيتَال أو أيِّل المحور
4. الأيِّل الأسمر
5. الأيِّل الأحمر
6. الرّنة
7. أيِّل بيير دافيد

أيائِل المِسك تجول في الغابات، والجبال، والهضاب العليا في آسيا الوسطى، وشمال شرقي آسيا. وتنمو إلى ارتفاع حوالي 55 سم عند الكتف. وليس لها قرون، ولكن زوجًا من الأسنان ينمو بالفك العلوي للذكر إلى أسفل على شكل أنياب. وينسب هذا الأِيِّل إلى المادة الزيتية التي تفرزها غُدّة في بطن الذكر والتي تسمى المسك، وهي تستخدم في صناعة العطور.
الموٌنّتجَاك. ويعيش في أدغال الهند، ونيبال، وسريلانكا، وجنوبي الصين، وفي معظم أنحاء جنوب شرقي آسيا. ويبلغ ارتفاعه 50سم عند الكتف. وتصدر هذه الأيائل أصواتًا كالنباح عندما تخاف، ولذلك تسمى أحيانًا الأيائل النباحَة.
الشِيتَال أو أيائِل المحور، توجد في الأراضي العشبية والغابات المكشوفة في الهند وسريلانكا. ويعتبرها بعض النّاس أكثَر الأيائل جمالاََ ورقة. وتنمو الشيِتَال إلى ارتفاع 90 سم عند الكتف، وجلدها ضارب إلى الحمرة، وبه نقط بيضاء. أما قرونها فتصل إلى طول 90سم، وتنحني برشاقة إلى الخلف من رؤوسها. وذكر الشِيتَال مثل ذكر أِيّل المِسك له زوج من الأَسنان الشبيهة بالأَنياب ينمو بالفك العلوي. وهذه الأيائل موجودة في الكثير من حدائِق الحيوان.
الأِيّل الأسمر موطنه الأصلي الأراضي الواقعة على طول البحر الأبيض المتوسط. أما الآن فيمكن أن يوجد في معظم أنحاء أوروبا. والكثير منه يُجمع في قطعان في مقاطعات أو حدائق. وحجم الأيائَل السمراء مثل حجم الشيتَال. وهي على العكس من معظم الأيائل الموجودة في أوروبا تتميز بقرون عريضة مفلطحة تشبه القرون الموجودة في أيائل الموظ.
الأيِّل الأحمر يبلغ طوله 1,2م عند الكتف، وله شعر بني ضارب إلى الحمرة. وتشتهر هذه الأيائل بجمالها.
وصيد الأيائل الحمر مألوف في أسكتلندا. والأِيّل الأحمر الموجود في مرتفعات أسكتلندا له حاسة شمّ قوية وبصر حادّ ويتنبه لأقل صوت، ولذا فإن على الصياد أن يقترب منه باحتراس إلى الدرجة التي تمكنه من التصويب بنجاح.
الرّنة تعيش في القطب الشمالي وشمالي أوروبا وآسيا، وتشبه الكاريبُو. ولكل من الذكر والأنثى قرنان. والرّنة من أهم حيوانات الشمال الأقصى؛ لأن السكان يأكلون لحومها، ويصنعون الثياب، والخيام، من جلودها. وينحتون أدواتهم من قرونها وجلودها.
أيائل بيير دافيد. كانت تجول في سهول وأحراش شمالي الصين. وسميت باسم راهب فرنسي كان أول من رآها عام 1865م. واليوم بقي منها على قيد الحياة حوالي 400 فقط. وهي تعيش في الحدائق الخاصة. وحدائق الحيوان، في مناطق كثيرة من العالم، وكلها تنتمي إلى الأيائل التي جلبت إلى إنجلترا حوالي عام 1900م، من قطيع مملوك لإمبراطور الصين في بكين. وقد انقرض القطيع الأصلي في الصين عام 1921م، ولكن القطيع الإنجليزي صمد. ويبلغ ارتفاع أيائل بيير دافيد نحو المتر عند الكتف، ولها غطاء رمادي في الشّتاء، وأحمر في الصيف.
الأنواع المعرضة للخطر. في أواخر الثمانينيات من القرن العشرين تعرض أكثر من 20 نوعًا من الأيائِل لخطر الانقراض، وشملت هذه الأنواع الأِيّل الأبيض الذّيل الكولمبي، وأيِّل الكي، وأيِّل الأحراش، وخمسة من أنواع السيكة الآسيوية. وحرّمت بلدان كثيرة صيد الأيائِل، وأقامت محميات للمحافظة عليها. واليوم يشكل تدمير البيئات الطبيعية أكبر تهديد لتجمعات الأيائل، حيث أزال البشر مناطق كثيرة كانت الأيائل تعيش فيها، كيما تستخدم الأرض في تنمية الزراعة والإسكان.
|  | ظباء ماعزية |
|  |             |
|  | زرافيات     |
|  |             |

|  | أيل                                                    |
|  |                                                        |
|  | \| \| بقريات \| \| \| \| \| \| أيائل مسكية \| \| \| \| |
|  |                                                        |
|  | بقريات                                                 |
|  |                                                        |
|  | أيائل مسكية                                            |
|  |                                                        |

|  | بقريات      |
|  |             |
|  | أيائل مسكية |
|  |             |

|  | ظباء ماعزية |
|  |             |
|  | زرافيات     |
|  |             |

|  | أيل                                                    |
|  |                                                        |
|  | \| \| بقريات \| \| \| \| \| \| أيائل مسكية \| \| \| \| |
|  |                                                        |
|  | بقريات                                                 |
|  |                                                        |
|  | أيائل مسكية                                            |
|  |                                                        |

|  | بقريات      |
|  |             |
|  | أيائل مسكية |
|  |             |

|  | ظباء ماعزية |
|  |             |
|  | زرافيات     |
|  |             |

|  | أيل                                                    |
|  |                                                        |
|  | \| \| بقريات \| \| \| \| \| \| أيائل مسكية \| \| \| \| |
|  |                                                        |
|  | بقريات                                                 |
|  |                                                        |
|  | أيائل مسكية                                            |
|  |                                                        |

|  | بقريات      |
|  |             |
|  | أيائل مسكية |
|  |             |

|  | ظباء ماعزية |
|  |             |
|  | زرافيات     |
|  |             |

|  | أيل                                                    |
|  |                                                        |
|  | \| \| بقريات \| \| \| \| \| \| أيائل مسكية \| \| \| \| |
|  |                                                        |
|  | بقريات                                                 |
|  |                                                        |
|  | أيائل مسكية                                            |
|  |                                                        |

|  | بقريات      |
|  |             |
|  | أيائل مسكية |
|  |             |

أيائل أمريكا الشمالية. تشمل الأيائل المعروفة في أمريكا الشمالية: 1- الأيِّل الأبيض الذيل. 2- الأيِّل الأذاني 3- الكاريبُو. 4- الإلكة أو الوبيت. 5- المُوظ.
الأيِّل الأبيض الذيل يسمى أيضًا أيِّل فرجينيا، وهو الطريدة الكبيرة الأكثر انتشارًا في أمريكا الشمالية. وقد يبلغ ارتفاع الكتف مترًا في الذكر التام النمو الذي يزن 90 كغم.
وذيل هذا الأيِّل، الّذي سُمِّي الحيوان على أساسه، يبلغ طوله حوالي 30سم، وله شعر بُنّي وشعر أبيض من أسفل. وعندما يخاف الحيوان، ويبدأ في الجري، يقف ذيله منتصباً لأعلى، ليظهر الجزء الأبيض. وهذا الأيِّل له جلد بني ضارب إلى الحمرة في الصيف، ورمادي ضارب إلى الزرقة شتاءً.
الأيِّل الأذاني ويسمّى أيضًا الأيِّل أسود الذيل في شمال غرب المحيط الهادئ، ويشبه الأيِّل الأبيض الذّيل. ويسمى الأيِّل الأذاني بهذا الاسم بسبب أذنيه الكبيرتين ذواتي الفراء، واللتين تشبهان أذني البغل. وجلود الأيِّل الأذاني والأيِّل الأبيض الذيل هي التي كانت تستخدم في الأساس في صناعة النسيج الصوفي الأبيض المسمّى جلد الغزال.
الكاريبو حيوانات تعيش في أمريكا الشمالية. وهي أقرب أنواع الأيائل إلى الرنة، ذلك أن القرون تنمو لدى ذكورها وإناثها جميعًا. وينمو الكاريبو حتى يبلغ ارتفاعه عند الكتف 1,2م، ويتراوح لونه بين الأبيض والرمادي والبني. ويأكل الإسكيمو، والهنود الحمر، قاطنو القطب الشمالي، لحم الكاريبو وينحتون أدوات من عظامه، ويصنعون من جلده ثيابًا وخيامًا.
الإلكة الأمريكية ويسمّى أيضًا الوبيت، وهو أكبر الأيائل في العالم بعد الموظ، وقد يصل ارتفاع الذكر عند الكتف إلى حوالي متر ونصف المتر، ويزن 500 كجم، ويكوِّن قطعاناً تتكون من 500 حيوانٍ في الصيف، و1,000 في الشتاء.
المُوظ هو أكبر الأيائِل حجمًا، إذ يبلغ ارتفاع كتف بعض الذكور 2,3م، ووزن الجسم 815كجم. وقد يبلغ اتساع قرونها 1,4م، وتزن 27كجم، وعلى الرغم من كبر حجمه يستطيع التحرك بسرعة وهدوء في الغابة. ولون الموظ أشد دكنة من الأيائِل الأخرى، إذ يتراوح بين البنيّ المُحْمَرّ والأسود. ويعيش الموظ منفرداً.
أيائِل الأمريكتين الوسطى والجنوبية. تشمل 1- البُودُو 2- أيِّل الأحراش 3- البروكت 4- أيِّل السهول العشبية 5- الهيومِل.. البُودُو يسمى أحيانًا أيِّل الأرنب وهو أصغر الأيائِل حجمًا، ويعيش في غابات غرب أمريكا الجنوبية، في مناطق يتراوح ارتفاعها بين مستوى سطح البحر وارتفاعات تبلغ حوالي 3,000م على جبال الأنديز. ولا يتجاوز ارتفاع البودو 30سم، ويزن حوالي 9 كجم، وله قرون شوكية قصيرة، وشعره بني اللون أو رمادي. وربما يكون البودو أكثر الأيائِل نفورًا.
أيائِل الأحراش هي أكبر الأيائِل في أمريكا الجنوبية حيث يصل ارتفاعها إلى حوالي 1,2م. وتعيش في السِهِول الموحلة والغابات، في البرازيل وباراغواي وأُرَوجوُاي. ويستطيع الواحد من هذه الأيائل مد كل حافر باتساع ليساعده على السير فوق الأرض اللينة.
أيائل البروُكِت تعيش في جنوبي المكسيك وحتى باراغواي، في المناطق الشجرية التي يتراوح ارتفاعها بين مستوى البحر و4,800م. وتنمو هذه الحيوانات إلى ارتفاع 50سم عند الكتف. وتبدو قرونها كالأشواك.
أيِّل البامبا يعود اسمه إلى أعشاب البامبا الطويلة، الموجودة في سهول أمريكا الجنوبية، التي يعيش فيها. وينمو هذا الأيِّل ليبلغ ارتفاعه 90سم عند الكتف، وهو ذو شعر بني ضارب إلى الحمرة، أو بني ضارب إلى الصفرة. وللذكر غدد في حوافره الخلفية تطلق رائحة نفاذة.
الهيُومِل. أو أيل الأنديز، ويوجد في جبال الأنديز من الأكوادور إلى جنوب الأرجنتين. وهو يعيش في الغابات الكثيفة والهضاب العشبية على ارتفاعات تبلغ 5,000م. وينمو الهيُومِل إلى ارتفاع حوالي 90 سم عند الكتف، وله جلد مبرقش باللون الرمادي والأصفر والبني. والشّعر خشن وشوكي ويكون أكثر طولاً على الجبين والذيل.
الأيائِل الآسيوية والأوروبية. تشمل: 1- أيِّل المِسك 2- الموُنتجَاك 3- الشِيتَال أو أيِّل المحور 4- الأيِّل الأسمر 5- الأيِّل الأحمر 6- الرّنة 7- أيِّل بيير دافيد.
أيائِل المِسك تجول في الغابات، والجبال، والهضاب العليا في آسيا الوسطى، وشمال شرقي آسيا. وتنمو إلى ارتفاع حوالي 55 سم عند الكتف. وليس لها قرون، ولكن زوجًا من الأسنان ينمو بالفك العلوي للذكر إلى أسفل على شكل أنياب. وينسب هذا الأِيِّل إلى المادة الزيتية التي تفرزها غُدّة في بطن الذكر والتي تسمى المسك، وهي تستخدم في صناعة العطور.
الموٌنّتجَاك. ويعيش في أدغال الهند، ونيبال، وسريلانكا، وجنوبي الصين، وفي معظم أنحاء جنوب شرقي آسيا. ويبلغ ارتفاعه 50 سم عند الكتف. وتصدر هذه الأيائل أصواتًا كالنباح عندما تخاف، ولذلك تسمى أحيانًا الأيائل النباحَة.
الشِيتَال أو أيائِل المحور، توجد في الأراضي العشبية والغابات المكشوفة في الهند وسريلانكا. ويعتبرها بعض النّاس أكثَر الأيائل جمالاََ ورقة. وتنمو الشيِتَال إلى ارتفاع 90 سم عند الكتف، وجلدها ضارب إلى الحمرة، وبه نقط بيضاء. أما قرونها فتصل إلى طول 90 سم، وتنحني برشاقة إلى الخلف من رؤوسها. وذكر الشِيتَال مثل ذكر أِيّل المِسك له زوج من الأَسنان الشبيهة بالأَنياب ينمو بالفك العلوي. وهذه الأيائل موجودة في الكثير من حدائِق الحيوان.
الأِيّل الأسمر موطنه الأصلي الأراضي الواقعة على طول البحر الأبيض المتوسط. أما الآن فيمكن أن يوجد في معظم أنحاء أوروبا. والكثير منه يُجمع في قطعان في مقاطعات أو حدائق. وحجم الأيائَل السمراء مثل حجم الشيتَال. وهي على العكس من معظم الأيائل الموجودة في أوروبا تتميز بقرون عريضة مفلطحة تشبه القرون الموجودة في أيائل الموظ.
الأيِّل الأحمر يبلغ طوله 1,2م عند الكتف، وله شعر بني ضارب إلى الحمرة. وتشتهر هذه الأيائل بجمالها.
وصيد الأيائل الحمر مألوف في اسكتلندا. والأِيّل الأحمر الموجود في مرتفعات اسكتلندا له حاسة شمّ قوية وبصر حادّ ويتنبه لأقل صوت، ولذا فإن على الصياد أن يقترب منه باحتراس إلى الدرجة التي تمكنه من التصويب بنجاح.
الرّنة تعيش في القطب الشمالي وشمالي أوروبا وآسيا، وتشبه الكاريبُو. ولكل من الذكر والأنثى قرنان. والرّنة من أهم حيوانات الشمال الأقصى؛ لأن السكان يأكلون لحومها، ويصنعون الثياب، والخيام، من جلودها. وينحتون أدواتهم من قرونها وجلودها.
أيائل بيير دافيد. كانت تجول في سهول وأحراش شمالي الصين. وسميت باسم راهب فرنسي كان أول من رآها عام 1865م. واليوم بقي منها على قيد الحياة حوالي 400 فقط. وهي تعيش في الحدائق الخاصة. وحدائق الحيوان، في مناطق كثيرة من العالم، وكلها تنتمي إلى الأيائل التي جلبت إلى إنجلترا حوالي عام 1900م، من قطيع مملوك لإمبراطور الصين في بكين. وقد انقرض القطيع الأصلي في الصين عام 1921م، ولكن القطيع الإنجليزي صمد. ويبلغ ارتفاع أيائل بيير دافيد نحو المتر عند الكتف، ولها غطاء رمادي في الشّتاء، وأحمر في الصيف.
الأنواع المعرضة للخطر. في أواخر الثمانينيات من القرن العشرين تعرض أكثر من 20 نوعًا من الأيائِل لخطر الانقراض، وشملت هذه الأنواع الأِيّل الأبيض الذّيل الكولمبي، وأيِّل الكي، وأيِّل الأحراش، وخمسة من أنواع السيكة الآسيوية. وحرّمت بلدان كثيرة صيد الأيائِل، وأقامت محميات للمحافظة عليها. واليوم يشكل تدمير البيئات الطبيعية أكبر تهديد لتجمعات الأيائل، حيث أزال البشر مناطق كثيرة كانت الأيائل تعيش فيها، كيما تستخدم الأرض في تنمية الزراعة والإسكان.

## نوع خاص من الأيل
الأيل الأبيض: هو أيل أحمر، لكن أصبح لديه نقص في صبغته الجلدية؛ فأصبح أبيض اللون. هذه الحالة تختلف عن حالة المهق أو البهاق، لأن في هذه الحالة لا يفقد الأيل سوى صبغة واحدة ولا يفقد صبغة العين وهذه الحالة تسمى اللوسية.